# Abellaíta
La abellaíta es un mineral formado por carbonato básico de plomo y sodio, de fórmula química NaPb2 (CO3) 2 (OH). Fue descrito como una nueva especie mineral, aceptado y reconocido por la comisión de nuevos minerales de la International Mineralogical Association (IMA), en el estudio por parte de  Investigadores del Instituto de Ciencias de la Tierra Jaume Almera (ICTJA-CSIC), de la Universidad de Barcelona (UB) y del Museo Nacional de Arte de Cataluña (MNAC) de ejemplares  procedentes de la mina Eureka de Castell-estaó, municipio de La Torre de Cabdella (Pallars Jussá), Lérida (España). Recibió su nombre por su descubridor, Joan Abella i Creus.  

## Propiedades físicas y químicas
La abellaíta aparece en la localidad tipo como laminillas blancas con brillo nacarados, agrupadas de forma desordenada. También se puede observar, mediante microscopio electrónico de barrido, como agregados de cristales tabulares de contorno hexagonal.

## Yacimientos
La abellaíta es un mineral raro, encontrado hasta el momento en unas pocas localidades. En la mina Eureka, la abellaíta aparece como mineral de neoformación en las  paredes de las galerías, formada por la exudación y precipitación de aguas meteóricas enriquecidas en sodio y plomo. Se ha encontrado también en España como producto de alteración de escorias de fundición antiguas de la fundición La Cruz, Linares (Jaén) y de la fundición Santa Elisa, en Mazarrón (Murcia).